# Igor Osipov
Igor Vladimirovitj Osipov (ryska: Игорь Владимирович Осипов), född 6 mars 1973, är officer i den ryska flottan. Han är befälhavare för Svartahavsflottan sedan 2019 och amiral sedan 2021.

## Biografi
Osipov föddes den 6 mars 1973 i byn Novosjumnoje, i Fedorov-distriktet i provinsen Qostanaj, då en del av kazakiska SSR i Sovjetunionen. Han tog examen från Högre skolan för undervattenskrigföring(ru) i Sankt Petersburg 1995, med specialitet inom navigering. Hans första tjänst som officer började i Stillahavsflottan i augusti 1995 som vapenofficer för Grisja-klassens korvett MPK-221, tillhörande den 11. divisionen av ubåtsjaktfartyg inom Primorskij-flottiljens 47:e brigad. Osipovs nästa befattning var som biträdande befälhavare för MPK-17, därefter fartygschef för MPK-61. I juli 2000 blev han stabschef för den 11:e divisionen, som han förde befälet över till september 2002. Därefter var han stabschef för den 165:e brigaden och dess befälhavare från januari 2007 till augusti 2011.
Osipov tog examen från militärakademin för generalstaben för Rysslands väpnade styrkor 2012 och utnämndes i juni samma år till stabschef och förste vice befälhavare för Östersjöflottans flottbas Baltijsk. Från oktober 2012 till maj 2015 var chef där. I maj 2015 utsågs han till befälhavare för Kaspiska flottiljen. Från september 2016 till augusti 2018 var Osipov stabschef och förste vice befälhavare för Stillahavsflottan, och från augusti 2018 till maj 2019 tjänstgjorde han som biträdande chef för generalstaben för Ryska federationens väpnade styrkor. Osipov befordrades till viceamiral 2018. Den 8 maj 2019 utsågs han till chef för Svartahavsflottan. Den 11 juni 2021 befordrades han till amiral.
Under sin karriär har Osipov tilldelats Ordern för sjömilitära förtjänster(ru) och andra medaljer. Han är gift och har en dotter.
I februari 2022 lades Osipov till på EU:s sanktionslista för att vara "ansvarig för att aktivt stödja och genomföra åtgärder och politik som undergräver och hotar Ukrainas territoriella integritet, suveränitet och oberoende samt stabiliteten eller säkerheten i Ukraina".